# Egnasia euphrona
Egnasia euphrona là một loài bướm đêm trong họ Noctuidae.